# Мурманская губерния (Северная область)
Мурманская губерния — административно-территориальная единица, учреждённая Белым правительством на Кольском полуострове России.

## История
Губерния была образована 2 февраля 1920 года по постановлению Временного правительства Северной области. В неё входили Александровский и Кемский уезды Архангельской области, ранее бывшие в составе Мурманского края, и часть Олонецкой губернии, а сама Мурманская губерния являлась частью Северной области.
Временно исполняющим обязанности начальника Мурманской губернии стал В. В. Ермолов, возглавлявший до этого Мурманский край Временного правительства Северной области. Возглавить новую губернию должен был прежний помощник начальника Олонецкой губернии В. Л. Карцев. Однако он так и не успел добраться до Мурманска из-за сложных погодных условий.
Существование губернии было недолгим — после восстановления советской власти на Кольском полуострове приказом Архангельского губернского революционного комитета от 16 марта 1920 года губерния была упразднена. Александровский и Кемский уезды были восстановлены в тех границах, которые они имели по состоянию на 1917 год.